# Museo del Ferrocarril de Cataluña
El Museo del Ferrocarril de Cataluña (en catalán: Museu del Ferrocarril de Catalunya) es un equipamiento patrimonial dedicado a promover y divulgar el conocimiento sobre el ferrocarril; se encuentra ubicado en la localidad de Villanueva y Geltrú (Barcelona), justo al lado de la estación de tren. 
Inaugurado el 3 de agosto de 1990, está gestionado por la Fundación de los Ferrocarriles Españoles (FFE) y forma parte tanto del Sistema del Museo de la Ciencia y de la Técnica de Cataluña como de la Red de Museos de España. Se trata de un centro de referencia desde donde se pretende trasladar a los visitantes la historia y ventajas de este medio de transporte, la preservación del patrimonio ferroviario catalán, además del disfrute lúdico de los visitantes. La institución cuenta con el apoyo de la Asociación de Socios y Colaboradores del Museo (SIC).
El conjunto lo conformaban inicialmente la Rotonda y el antiguo edificio del Economato de Renfe, al que posteriormente se añadirían la Gran Nave y la Nave del Puente-Grúa de los antiguos talleres del ferrocarril en Villanueva. En 2018 se complementó el conjunto con la nave Panorámica.
En sus 32 años de actividad, se ha conseguido impulsar y consolidar un destacable espacio patrimonial, en el que se custodian valiosos bienes materiales e inmateriales y se divulga el destacado papel que ha supuesto este transporte en el mundo contemporáneo.

## Historia

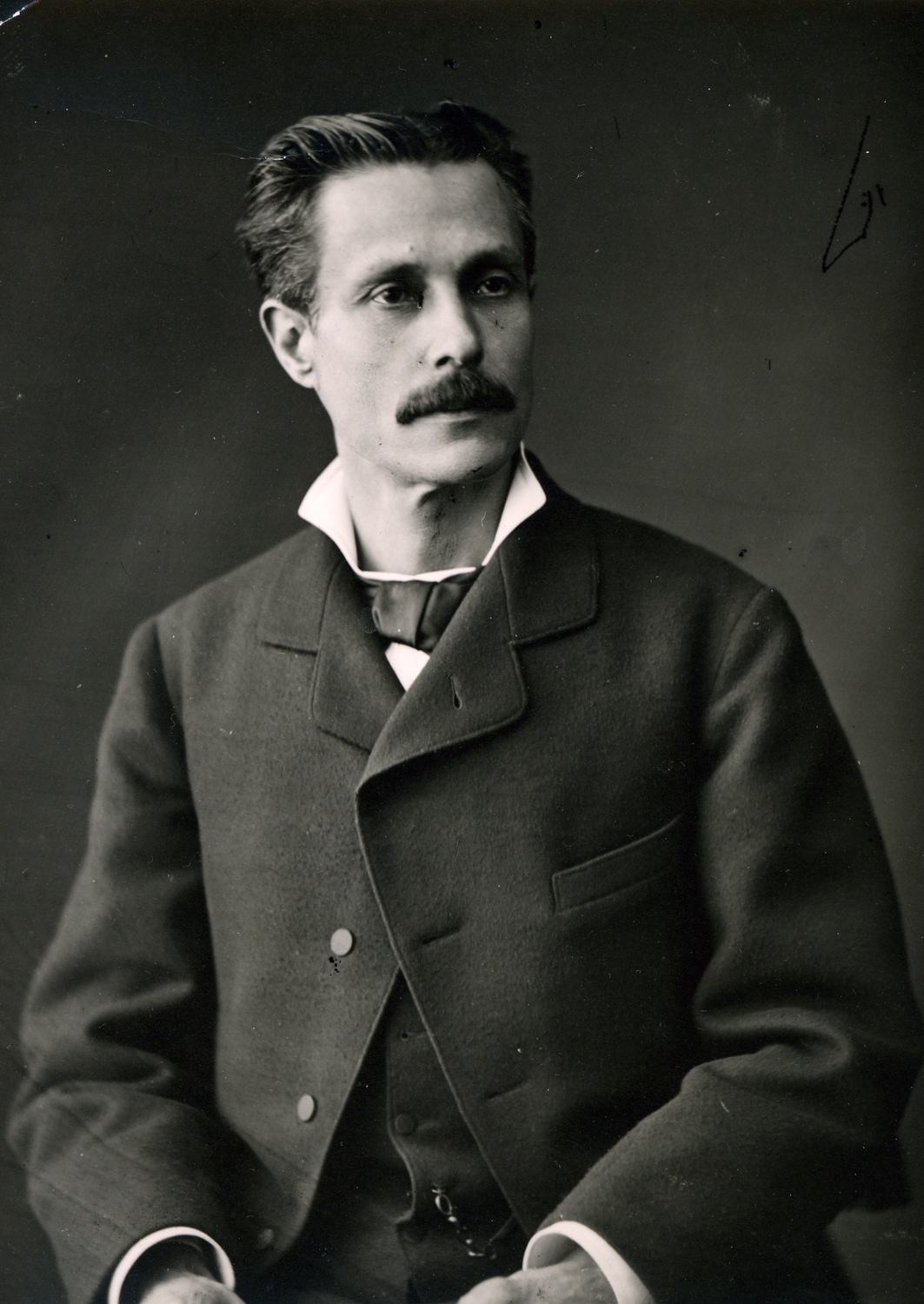
Francesc Gumà i Ferran, promotor de la línea de Barcelona a Villanueva.

El museo se encuentra ubicado en un antiguo depósito de locomotoras de vapor, cuya edificación más antigua se remonta a 1881, año en que fue inaugurada la conexión ferroviaria de Villanueva y Geltrú con la ciudad de Barcelona. El centro productivo funcionó como base y taller de reparación de locomotoras hasta 1967, cuando fue clausurado; el espacio quedó en situación de abandono y fue utilizado para depositar las viejas locomotoras de vapor a medida que se iban retirando del servicio activo. Cronológicamente, esta ha sido su evolución:
- Año 1972, las instalaciones del depósito, se recuperan para la celebración del XIX Congreso de la Unión Europea de Modelistas Ferroviarios y Amigos del Ferrocarril (MOROP), en las que se realizó una amplia exposición de locomotoras de vapor, ya que el recinto disponía de la fabulosa rotonda con 12 vías cubiertas, el puente giratorio y una serie de depósitos de agua. Acabado el congreso, los vehículos que se habían restaurado para el evento quedaron nuevamente abandonados.

- Año 1981, coincidiendo con el centenario de inauguración de la línea, a partir de unas conversaciones entre Renfe y la Generalidad de Cataluña, se promovió el convenio de colaboración para la creación de un Museo del Ferrocarril, al que poco tiempo después se incorporaría el Ayuntamiento de Villanueva y Geltrú. En virtud de dicho acuerdo, la Generalidad de Cataluña rehabilitaba el edificio de la rotonda; su primer director Eusebi Casanelles promovió la rehabilitación del edificio modernista de la Rotonda; mientras que Renfe se encargaba de restaurar los vehículos y adecuar los espacios.

- Año 1990, se inauguró el Museo, finalmente, el 5 de agosto con la denominación de Museo del Ferrocarril de Villanueva y Geltrú; sin un plan de actuación museológico, pero con la dedicación y conocimientos de expertos ferroviarios como Ricardo Campo, Juan Carlos Ponce, Mariano Palacin o Manel Ramos, encargados de mantener instalaciones y exposición de los vehículos.

- Año 1991, como reconocimiento al valor de sus bienes, se integró al Museo en el sistema Territorial del Museo de la Ciencia y de la Técnica de Cataluña (mNACTEC).

- Año 1993, Renfe, titular de las instalaciones y de los vehículos, encargó la gestión del museo a la Fundación de los Ferrocarriles Españoles, momento a partir del cual se abrió regularmente al público. El montaje audiovisual Sube al tren de la historia consiguió el premio internacional Laus a la excelencia en la comunicación visual.

- Del año 1993 a 1998, se nombra un equipo de dirección formado inicialmente por Nuria Iceta y, posteriormente por Montserrat Illa, la primera directora, ambas serían las encargadas de establecer las bases de funcionamiento del Museo.

- Año 1998, para la celebración del sesquicentenario de la primera línea Barcelona-Mataró, en octubre, la Fundación de los Ferrocarriles Españoles se planteó como una oportunidad este acto para dar impulso al Museo, por lo que designó una nueva dirección procedente de la Gestión y Comunicación Ferroviarias, función que asumió la que es su actual Directora, Pilar García Fuertes. A partir de ese año se incorporaron a la colección original del Museo 22 vehículos históricos.

- Año 1999, el Museo se inscribió en el Registro de Museos de la Generalidad de Cataluña. Con la finalización de la citada conmemoración se renovó la presentación del Museo, al que se incorporó La Gran Nave, construida en los orígenes del ferrocarril de Villanueva (1881), y se creaban la Biblioteca-Hemeroteca y el Archivo, gracias al impulso y a la dedicación de reconocidos documentalistas como: Alfonso Marco y Rafael Salvador; lo que significó el origen del primer Centro de documentación público dedicado al ferrocarril en Cataluña. Se generó un área infantil, de la que el personaje Víctor, diseñado por la historiadora y jefa de comunicación Ana Grande, es el protagonista de una colección de cuentos e hilo conductor de las actividades infantiles.

- Año 2000, se crearon los premios anuales Camins de Ferro a Vilanova otorgados para reconocer la colaboración y labor altruista de personas y organizaciones respecto al Museo. Así mismo, la que fue la antigua nave taller de suministros, se recuperó como sala de exposiciones temporales, a la que se denominó Espacio Siglo XXI . Las obras de rehabilitación fueron posibles por la colaboración del GIF (Gestor de Infraestructuras Ferroviarias) que sería el germen de ADIF.

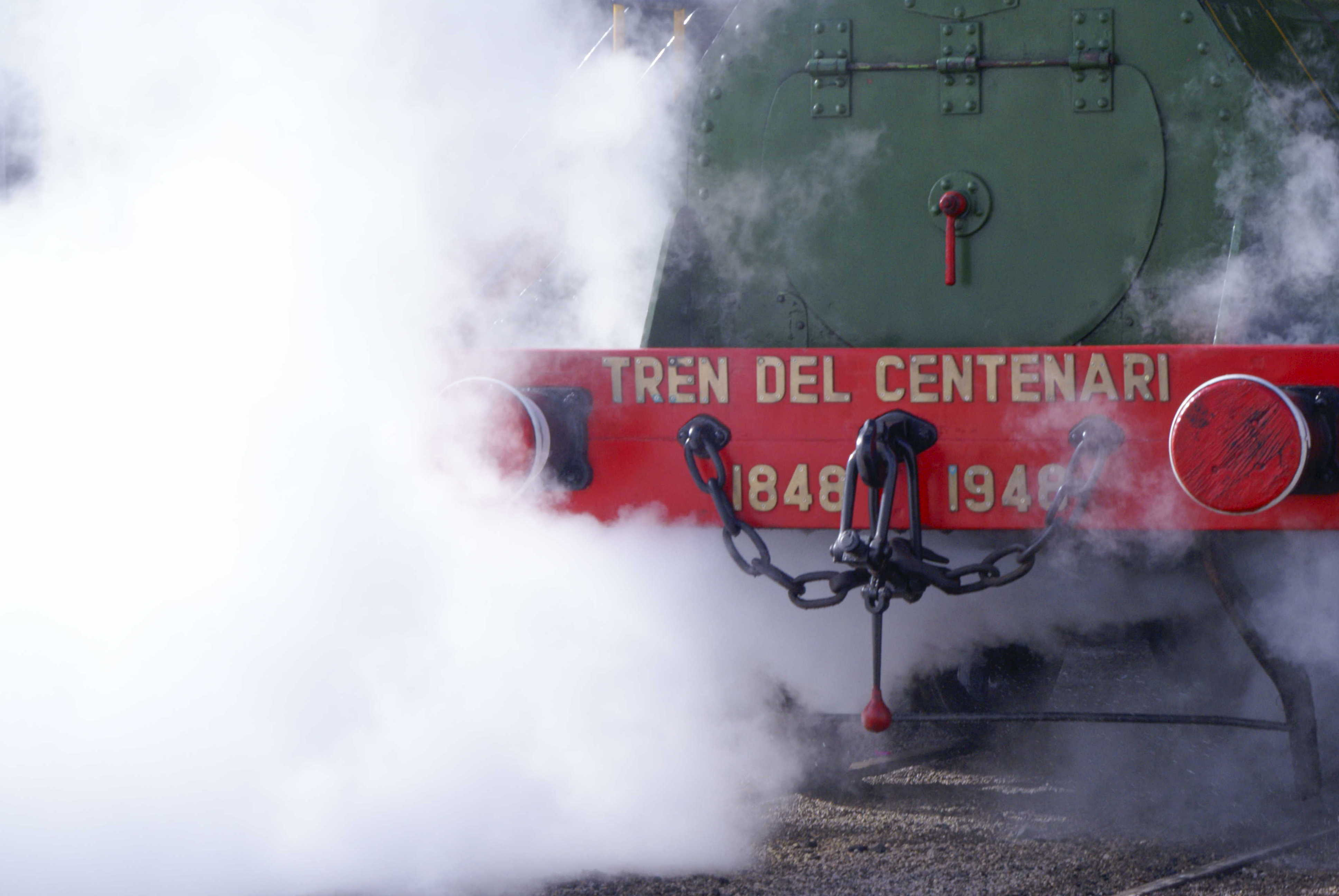
Locomotora "Mataró"

- Año 2003, la Real Academia de Ingeniería organizó, en la estación de Barcelona-Francia, la exposición La Obra Pública en Cataluña,Locomotora "Mataró" para la que se trasladó el Tren del Centenario y diversos vehículos del fondo del Museo.
- Año 2004, se rehabilitó el antiguo edificio, de arquitectura octogonal, que efectuaba el tratamiento del agua que almacenaban los dos depósitos que lo flanquean,, gracias a una subvención del Servicio de Museos de la Generalidad de Cataluña. La empresa COMSA, realizó la restauración, desinteresada, del material de infraestructura de vía que forma parte del fondo del Museo. Participación en las celebraciones de los centenarios de llegada del ferrocarril a Granollers y de Barcelona a Madrid directo. Se digitalizó todo el fondo fotográfico, 20.000 imágenes, mediante un Convenio firmado con la Universidad Autónoma de Barcelona.

- Año 2006, en el rehabilitado edificio anexo a los depósitos de agua, se creó un nuevo espacio expositivo denominado "Espai Gumà", coincidiendo con el 125 aniversario de la llegada del tren a Villanueva, en el que se explica el destacado papel del ferrocarril en la capital del Garraf. Con la incorporación de Jordi Sáez como Jefe de administración y Mantenimiento, se creó el colectivo de voluntarios del Museo, del que fue coordinador. Conmemoración del 150 aniversario del ferrocarril Tarragona-Reus para el que se empleó material histórico del Museo en diferentes viajes.
- Año 2008, el mNACTEC hace una aportación de 30.000€ para la ejecución de un anteproyecto arquitectónico de actuación en el conjunto de las históricas edificaciones para lograr convertir el espacio en un Museo del siglo XXI. Se conmemora el 125 aniversario de la llegada del ferrocarril a Valls, actos en los que participó el Tren del Centenario y diverso material histórico.
- Año 2009, Carles Campuzano, como diputado de Convergencia i Unió, a través de enmiendas a los Presupuestos Generales del Estado consigue dos aportaciones de 450.000€ cada una que permitirán la realización de los proyectos arquitectónicos de las diferentes instalaciones y la primera fase de las obras de la Nave del Puente-Grúa.

- Año 2010, se firmó el convenio entre el Ayuntamiento de Villanueva y Geltrú, la Fundación de los Ferrocarriles Españoles, Ferrocarriles de la Generalidad de Cataluña y el Museo de la Ciencia y de la Técnica de Cataluña para definir programas conjuntos de inversiones, actividades y búsqueda de patrocinios. En colaboración con la Universidad Politécnica de Cataluña se puso en marcha en las instalaciones del Campus de Villanueva el Máster en Sistemas Ferroviarios y de Tracción Eléctrica.Locomotora "Mataró" sobre el puente giratorio.

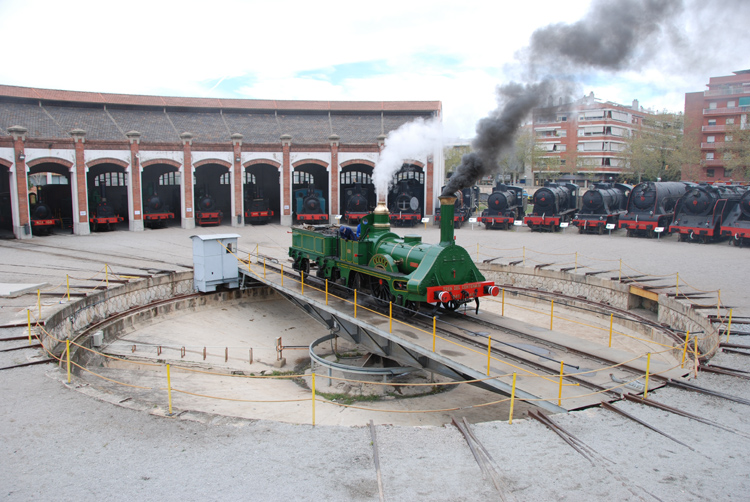
Locomotora "Mataró" sobre el puente giratorio.

- Año 2013, se firmó el convenio entre la Fundación de los Ferrocarriles Españoles y el Ayuntamiento de Villanueva para la utilización compartida de la Nave Puente-Grúa hasta 2019 de actos públicos de la Coordinadora de Asociaciones de Jóvenes de la ciudad. Se planteó la reparación y puesta en marcha de un importante activo, la locomotora de vapor "Mataró", para lo que hubo que recurrir a un micro-mecenazgo, con gran aceptación tanto de entidades e instituciones, como de empresas ferroviarias y ciudadanía; lo que dio gran visibilidad y gran repercusión pública al Museo, por el que obtuvo el Premi Bonaplata que concede la Asociación del Museo de la Ciencia y la Arqueología Industrial de Cataluña.Tarraco restaurado

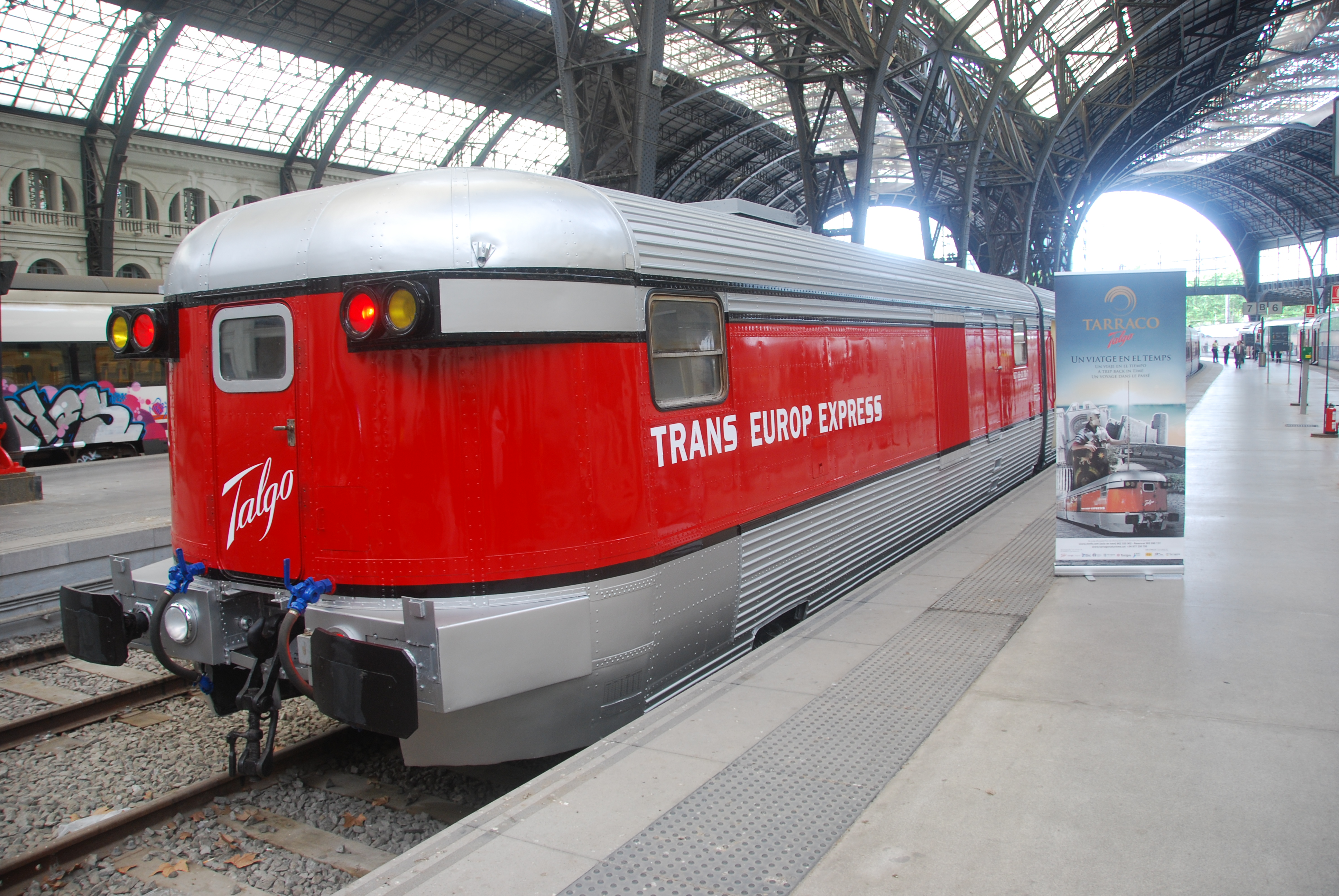
Tarraco restaurado

- Año 2014, Renfe y el ayuntamiento de Tarragona acuerdan la creación del tren histórico-turístico "Tarraco Talgo" con la única composición de Talgo III RD (Rodadura Desplazable) cedida en 2011 por la empresa Talgo a Renfe y la Fundación de los Ferrocarriles Españoles, para su rehabilitación y mantenimiento. Circularia todos los sábados de mayo a octubre entre Barcelona y Tarragona.

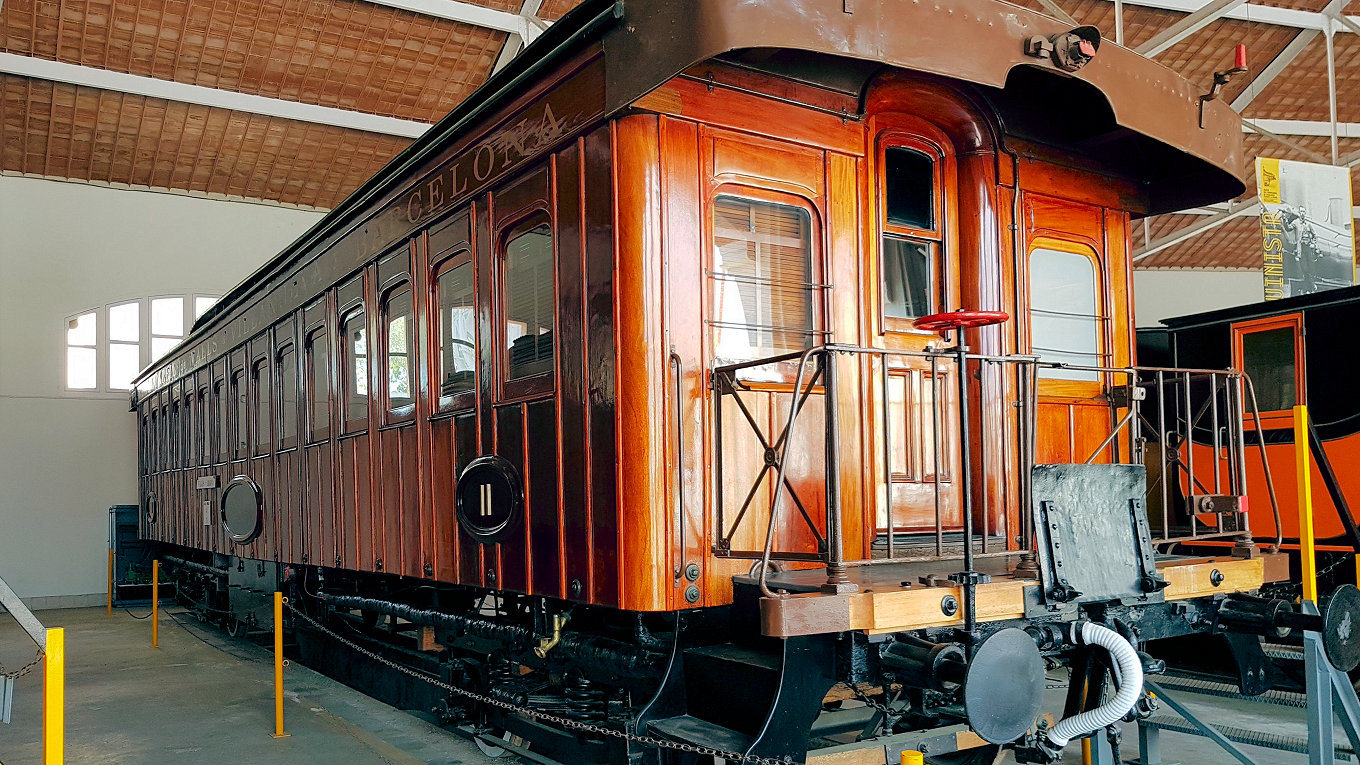
Coche Harlan restaurado

- Año 2015, finalizó la restauración y recuperación del valioso coche de viajeros americano "Harlan", Coche Harlan restauradogracias a la intervención de la Asociación de Socios y Colaboradores del Museo, después de ocho años de trabajo; esta acción de recuperación supuso recibir nuevamente el Premi Bonaplata. Derivado del programa del 1,5 por ciento cultural, el Ministerio de Transporte, destinó presupuesto para completar la rehabilitación de la Gran Nave, una nueva construcción anexa y adecuación del edificio del antiguo Economato como recepción y servicios del Museo.
- Año 2016, se creó el área Espacio Mercancías con tres vagones para transporte de mercancías sobre una vía de 40 metros de longitud; ampliados posteriormente 170 metros más de vía por la que circula una dresina para que los visitantes realicen un recorrido por el interior del Museo; además se generó una vía de 18 metros desde la placa giratoria de vagones de Villanueva y se creó la réplica de una terminal de contenedores. En el mismo año se inició el Plan de Accesibilidad e inclusión del Museo.

- Año 2018, se inauguró una primera fase de las obras de remodelación del edificio de servicios y el módulo que servirá de conexión con la Gran Nave. En subasta concursal se adquirió la maqueta ferroviaria y el mobiliario del (fallido) proyecto Scòpic.

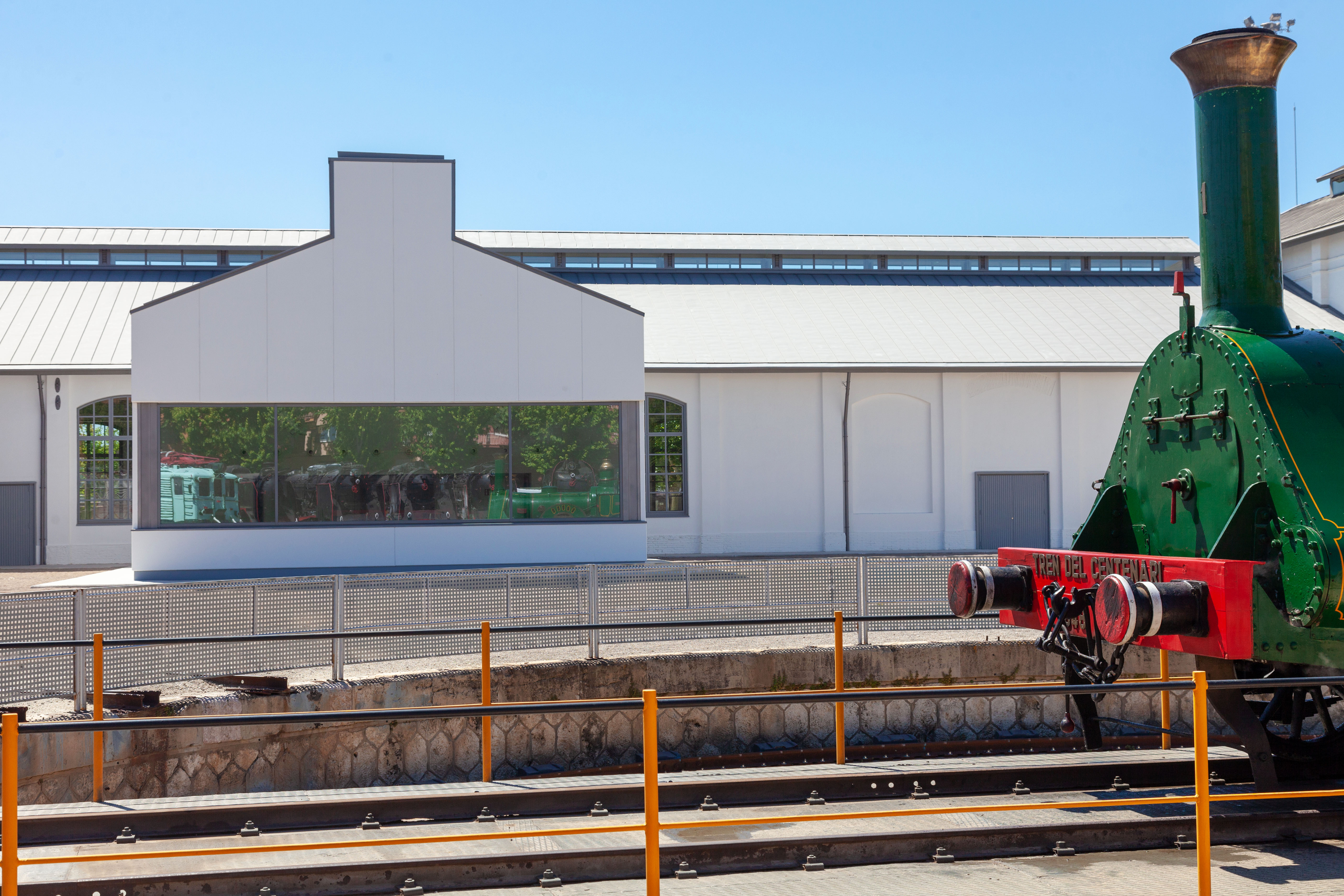
Nave Panorámica y la Mataró

- Año 2019, en mayo, se abrió al público la Gran Nave y la nueva construcción denominada Nave Panorámica,Nave Panorámica y la Mataró destinada a exposiciones temporales; pocos meses después, se rehabilitó y situó la composición del Talgo II en el interior del edificio que fue el taller en los orígenes del ferrocarril a Villanueva, para formar parte patrimonial de la futura museografía.
- Año 2020, se inició la segunda fase de las obras de la Nave del Puente-Grúa y de actuaciones de accesibilidad al edificio de recepción del Museo. Desde mediados de mayo, frente a la pandemia de la Covid, el Museo ejerció de espacio terapéutico de cultura.
- Año 2021, de abril a octubre, la Nave del Puente-Grúa se destinó a albergar uno de los Centros de vacunaciones masivas de Cataluña. Durante ese año se realizaron diferentes actividades vinculadas al Año Europeo del Ferrocarril, coincidiendo con el 140 aniversario de la llegada del ferrocarril a Villanueva y Geltrú.

La renovada apuesta del MITMA, con nuevas aportaciones, al proyecto de la Fundación de los Ferrocarriles Españoles y Adif con las que finalizar las obras de la Nave del Puente-Grúa y resto de naves rehabilitadas, además de las intervenciones de la Fundación en diferentes áreas del Museo, generó un incremento de más de 3.000 m2 de espacio expositivo.

## Instalaciones
El Museo del Ferrocarril de Cataluña en el año 2022 lo componen:
1. El edificio principal, por él se accede al museo, se encuentra ubicado en un antiguo economato construido en los años 1970 para el servicio de los trabajadores ferroviarios. En este edificio se encuentran elementos de la exposición permanente dedicada al mundo de las estaciones, un área infantil, L'Estació Petita de Vilanova, la tienda y la recepción, el área audiovisual, además de la zona de administración, el centro de documentación y la sala polivalente.Sala de lectura de la biblioteca del Museo.

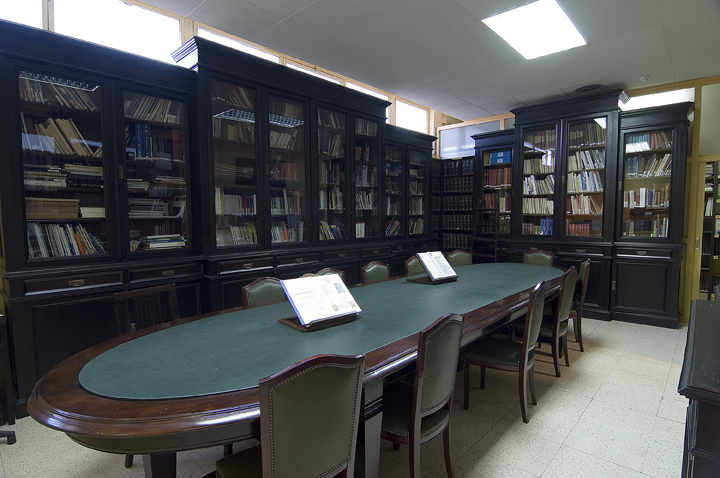
Sala de lectura de la biblioteca del Museo.

2. Depósitos de agua y Espacio Gumá, conformado por dos grandes depósitos, metálicos, o aguadas para el suministro y reserva de agua a las locomotoras de vapor y un edificio de estilo industrial modernista en el que se trataba el agua para reducir los efectos de la cal en las calderas de vapor, rebautizado como Espacio Gumá en 2006.
3. Espacio Mercancías y Área de Infraestructura, un ámbito en el que se recrea un terminal de contenedores, cuenta con material de mercancías, una vía por el que es posible recorrer el perímetro exterior de las vías del antiguo depósito de locomotoras.
4. Edificio de la Rotonda, el más característico del Museo, con sus 12 vías de foso cubiertas donde se expone el material más valioso y delicado de conservación.
5. El Puente Giratorio, elemento importante para la inversión de las locomotoras o distribución de las mismas en las vías de la Rotonda.
6. Espacio Talgo, espacio expositivo que efectua un relato histórico y destacado de la colección de vehículos Talgo que posee el Museo.
7. Nave de Reserva, antiguo almacén de suministros reconvertido en espacio para exposiciones temporales bajo la denominación Espacio Siglo XXI.
8. Nave Panorámica, De reciente construcción, está dedicada a exposiciones temporales y actos de diferentes tipos; destaca por su gran ventanal que ejerce de mirador del conjunto de locomotoras, rotonda y placa giratoria.
9. Gran Nave, una de los dos edificios más antiguos del Museo, taller de reparación en sus inicios, después de su recuperación como espacio expositivo, alberga la composición de Talgo II con su característica locomotora.
10. Nave Puente-Grúa, de la misma época que la Gran Nave, originariamente concebida para reparación y mantenimiento de locomotoras gracias a su potente grúa-puente, combina su uso para eventos públicos con el expositivo de locomotoras de vapor del siglo XIX.

## Colección
La colección más importante del Museo, la de vehículos, formada por 50 vehículos de todas las épocas y tecnologías distribuidos en la zona exterior, está considerada una de las colecciones técnicas más importantes a nivel internacional, por número y variedad.

La mayor parte está formada por las 25 locomotoras de vapor, con nombres como "Mataró", "Mamut", "Mastodonte", "Santa Fe", "Mikado", etc. cuya datación oscila entre mediados de los siglos XIX y XX.
 Entre ellas resalta la locomotora más antigua conservada en España (120-2112 "Martorell"), la locomotora con mayor esfuerzo de tracción (151F-3101 tipo Santa Fe) o la última que circuló con tracción vapor en España (141F-2348 tipo Mikado).
Hay que destacar el simbolismo que representa la reproducción de la locomotora "Mataró" y tres coches de viajeros del "Tren del Centenario", construidos en 1948 para conmemorar el primer centenario del ferrocarril en España. Cada primer domingo de mes se pone en funcionamiento dentro del recinto del Museo.
También se conservan locomotoras diésel, como la "Marilyn" construida por la compañía ALCO en EE. UU. o tres generaciones de locomotoras Talgo, de fabricación alemana a excepción de la estadounidense encargada de remolcar el Talgo II, todas pertenecientes a tres evoluciones de su material.
Entre las locomotoras eléctricas se conservan desde la primera generación en 1928, la "Cocodrilo", de origen suizo o la popular locomotora 1004, de fabricación franco-española por CAF.
La colección también dispone de coches de viajeros y vagones de mercancías. Del material de viajeros destaca el coche HARLAN, construido en 1878 en los Estados Unidos y que fue el primer vehículo en España dotado de freno automático y cuyo rodaje se efectuaba mediante ''bogies'', de madera en este caso conservado también como elemento expositivo, y no con un sencillo eje y sus correspondientes ruedas.

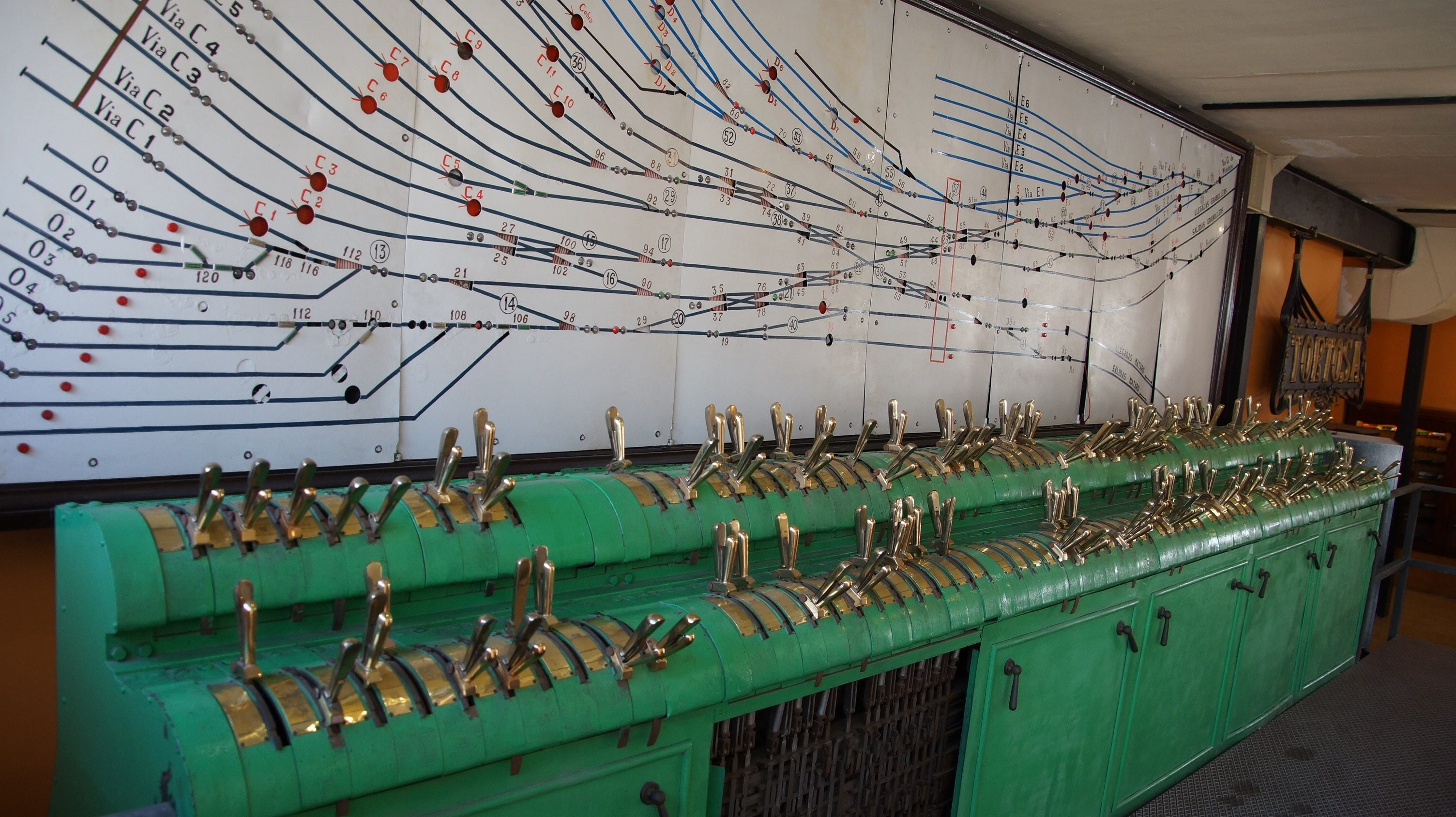
Mesa de Enclavamientos

Elementos pertenecientes a Estaciones, uno de los más destacables es la Mesa de enclavamientos de la estación de Barcelona-Francia, construida en 1924 por Thomson Houston para gestionar entradas y salidas de trenes, o el puente de señales de la misma estación, piezas que fueron dadas de baja tras la remodelación efectuada con motivo de la celebración de los Juegos Olímpicos de Barcelona 1992 o elementos y útiles empleados en la labor diaria del ferrocarril.

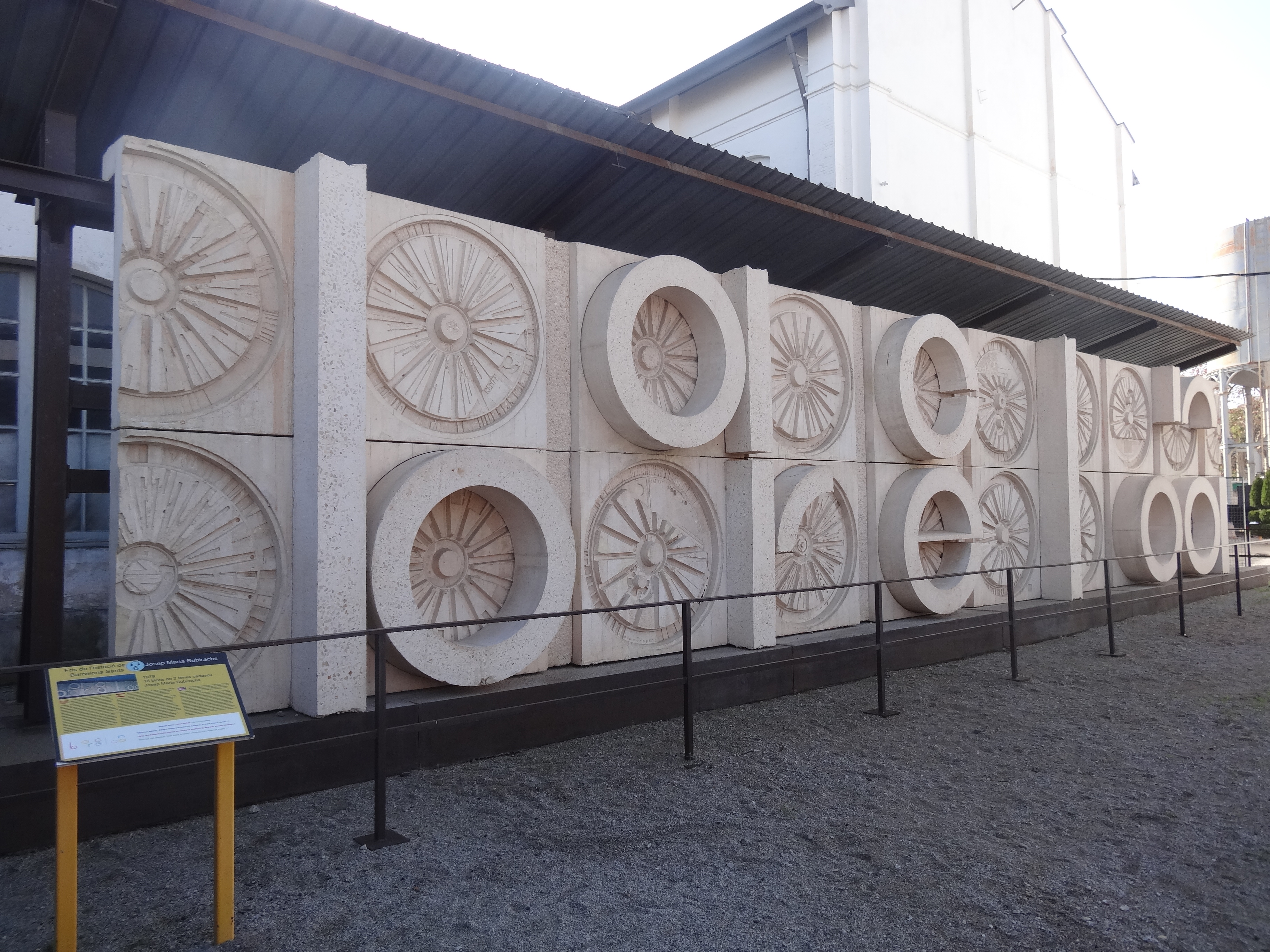
Friso escultórico

Es destacable el friso escultórico del prestigioso escultor Josep Maria Subirachs (1927-2014), que Renfe le encargó como elemento artístico identitario de la estación de Barcelona Sants y que a causa de la remodelación motivada por la llegada del tren de Alta Velocidad a Barcelona, se decidió su traslado al Museo del Ferrocarril de Cataluña. En el citado friso, jugando con los relieves, el artista incorporó las letras que conforman la palabra Barcelona.
La Infraestructura y superestructura ferroviaria completan la colección, con materiales, maquinaria y diferentes modelos de vía, así como una serie de vehículos para su mantenimiento.

## Centro de documentación

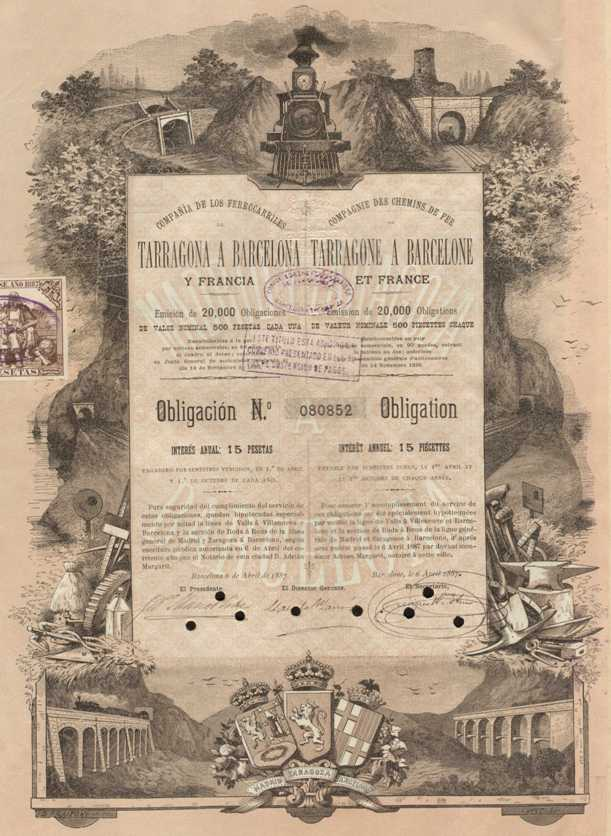
Obligación nº 080852 de la Compañía de los Ferrocarriles de Tarragona a Barcelona y Francia (TBF)

En el piso superior del edificio de servicios se ubica el centro de documentación, abierto al público desde el año 2000 y dotado con más de 4.500 referencias bibliográficas, además de diverso material de archivo y una importante colección de cartografía ferroviaria. Dispone también de archivo fotográfico, con más de 7.000 imágenes, muchas de las cuales son de gran calidad por el origen de sus negativos: formato medio en placa de vidrio. Los fondos más antiguos provienen de la antigua biblioteca de la Compañía del Ferrocarril de Madrid a Zaragoza y Alicante (MZA), ubicada en la estación de Barcelona-Francia. Fueron donados el año 2001 por el departamento de Mantenimiento e Infraestructura de Renfe. Entre ellos destaca la serie de memorias de antiguas compañías, así como la colección de proyectos de construcción de líneas, especialmente los realizados por Eduardo Maristany. Otra parte importante de fondos proviene de ejemplares duplicados de la biblioteca ferroviaria de la Fundación de los Ferrocarriles Españoles, situada en el Museo del Ferrocarril de Madrid.